# Luis Matilla
Luis Matilla (San Sebastián, 28 de agosto de 1938-21 de noviembre de 2024) fue un dramaturgo español, especialista en temas de imagen del español de España. Autor de una treintena de obras de teatro para adultos y otras tantas destinadas al público infantil y juvenil. Es hijo del pionero del cine español Eduardo García Maroto y hermano del directivo y empresario de multimedia Eduardo García Matilla.

## Biografía
Nació, de forma circunstancial el 28 de agosto de 1938 en San Sebastián, ciudad en la que su familia aguardaba el final de la Guerra Civil Española, y pasó parte de su infancia en Portugal, donde su padre se había trasladado para realizar varias películas como productor y director.
Cursó estudios de Derecho en la Universidad Complutense de Madrid, aunque pasaba más horas en la Facultad de Filosofía y Letras, deslumbrado por maestros como José Luis Aranguren. Su primer libro fue, precisamente, una novela corta sobre la vida de los estudiantes. Se titulaba "Moncloa-Paraninfo" (nombre de la línea del tranvía que hacía el recorrido entre Moncloa y las facultades de Derecho y Filosofía en la Universidad Complutense de Madrid). De esa época son también sus primeras actividades semi-clandestinas, como editor de la revista Omnis, junto a Gómez Llorente y Gregorio Peces Barba.
Aunque trabajó durante varios años en equipos de producción y dirección en películas inglesas y norteamericanas rodadas en España, desde el inicio de la década de 1960 comenzó a escribir teatro y formar parte de diversos grupos de teatro independiente. Trabajó en el grupo de teatro de cámara toledano "Pygmalión" con Antonio Guirau, y con César Oliva y el Teatro Universitario de Murcia. Más tarde se incorporó al elenco de Castañuela 70 en su efímera apoteosis en el Teatro de la Comedia de Madrid, permaneciendo luego con Tábano; grupo con el que recorrió parte de Europa y América en la década de 1970 actuando para diversos centros culturales de la emigración y los exiliados y participando en algunos importantes festivales de teatro. Abandonó Tábano junto al resto de los veteranos del grupo, formando con Juan Margallo el grupo "El Búho" y participando en experiencias como El Gayo Vallecano o el estreno en el Centro Dramático Nacional de Ejercicios para equilibristas, con dirección de Margallo.
En el plano internacional, Ejercicio para equilibristas fue estrenada por el T.P.B. de Bogotá, y El adiós del mariscal, por el Puerto Rican Travelling Theatre de Nueva York. La fiesta de los dragones se representó en Venezuela, Cuba  y Rusia.
Cada vez más interesado en el fenómeno del teatro infantil y juvenil se especializó en obras dramáticas para ese público. Entre 1980 y 1985 realizó los espectáculos estivales de teatro de animación presentados en el Parque de El Retiro madrileño. Fue fundador, con Antonia Bueno y Agustín Iglesias, del espacio creativo infantil y juvenil "El Rinoceronte Rojo" y autor del primer montaje del colectivo: La Risa de la Luna. También ha colaborado con Uroc Teatro.
En los últimos años se ha centrado en los aspectos didácticos de la comunicación, la teoría del lenguaje de la imagen y su presencia en diferentes áreas de la expresión artística, dictando cursos y conferencias en Brasil, Colombia, España, Nicaragua, entre otros países.

## Montajes teatrales
- Una dulce invasión (1966)
- La ventana (1968)
- Ejercicios en la red (1969)
- Postmortem (1970)
- Los fabricantes de héroes se reúnen a comer (1975)
- La maravillosa historia de Alicia y los intrépidos y muy esforzados caballeros de la tabla redonda (1978) (con el Grupo Ditirambo)
- Volar sin alas (1981)
- Ejercicios para equilibristas (1982) (con montaje de Juan Margallo para el Centro Dramático Nacional).

## Libros

### Infantil y juvenil
- El gigante (1980)
- El árbol de Julia[8] (2003)
- Cenicienta ya no vive aquí (con montaje estrenado en 2004, por la Compañía de Marionetas de Lisboa)
- Manzanas rojas (2004)
- El hombre de las cien manos (2005)
- El último curso (2009)

### De ensayo
En colaboración con otros autores:
- Imágenes en libertad (1990)
- Los teleniños (1981)
- Imágenes en acción (1991)
- Teleniños públicos, teleniños privados (1995)

## Estilo e ideología
La filosofía escénica y el estilo imaginativo pero coloquial de Luis Matilla parten, según sus propias palabras de una fuente ideológica pedagógica: "...Siempre he recordado las convicciones de Alexander Sutherland Neill, el fundador de la escuela inglesa de Sumerhill. Para él, era más importante formar hojalateros felices que ingenieros frustrados (Preferiría ver que una escuela produce un barrendero feliz, antes que un erudito neurótico). No deja de ser lamentable que esta sociedad prefiera tener ingenieros frustrados, fácilmente controlables por incentivos económicos, que maniatarán su rebeldía y su independencia".
Considerado en círculos especializados como uno de los críticos y analistas más serios del fenómeno de la televisión como enemigo pedagógico, sus conclusiones al respecto podrían sintetizarse en observaciones como: "...La televisión ha caído en una vulgaridad capaz de elevar a personajes deleznables a las cimas de la popularidad".

## Premios
- Premio Nacional de Teatro para Niños, concedido por la Asociación Española de Teatro para la infancia y la Juventud.
- Premio "Arniches" en 1979 por Como reses, escrita con Jerónimo López Mozo.
- Premio SGAE de Teatro Infantil y Juvenil por El árbol de Julia (2000), Manzanas rojas (2002) y El último curso (2008).
- Premio CRITIVEN de la Asociación de Críticos de Venezuela a la mejor obra infantil del año por La fiesta de los dragones (1986).
- Premio "La Celestina" a la obra de teatro para niños La risa de la Luna.[11]